# Barrio de El Saucito
El Barrio de El Saucito es uno de los ocho barrios originarios de la ciudad de San Luis Potosí y el más reciente de todos, declarado como barrio el 18 de febrero de 2024 por el alcalde Enrique Francisco Galindo Ceballos. El día del barrio es el 9 de marzo, festividad del Señor de Burgos. La celebración se lleva a cabo con las mañanitas, bailes tradicionales, procesiones con la imagen, la presencia de fuegos artificiales, etc.. En la celebración abunda el comercio, la música, tradiciones y la cultura. Algunos de los lugares atractivos son la Parroquia Santuario del Señor de los Burgos, Cementerio Municipal del Saucito, Parque Tangamanga II.

## Historia
Aproximadamente por el año de 1820 existía un lugar por donde ahora es el Saucito llamado Las Encinillas donde levantaron los franciscanos una pequeña ermita. Poco tiempo después se dice que a un habitante del lugar se le apareció a partir del tronco de un árbol de sauce una figura parecida a un crucifijo mientras buscaba madera para poder trabajar, entonces realizó el proyecto de hacer la imagen de un crucifijo con ayuda de un artesano, entonces buscó por mucho tiempo algún artesano que aceptara el proyecto hasta que un artesano aceptó el proyecto después de mucho tiempo, entonces esperaron algunos días para que el artesano termina la imagen, hasta que por fin terminó la imagen y se las entregó.

Entonces los habitantes de Las Encinillas al ver la imagen quedaron sorprendidos al verla, ya que para todos ellos era demasiado bella, entonces muchos habitantes solicitaron la bendición de la imagen, entonces así empezó el culto al Señor del Saucito ya que las personas le empezaron a traer ofrendas, danzas y oraciones y se ha dicho que la imagen es milagrosa que hasta a habido exvotos dedicados al Señor del Saucito, entonces todos estos sucesos han llegado a los oídos del obispo y la Arquidiócesis de San Luis Potosí, entonces se empezó una investigación sobre la imagen, entonces al ver la imagen no les agrado ya que para ellos la imagen estaba muy deforme, entonces se tomo la decisión que la imagen será retirada de su lugar de culto y sería resguardada en una bodega.

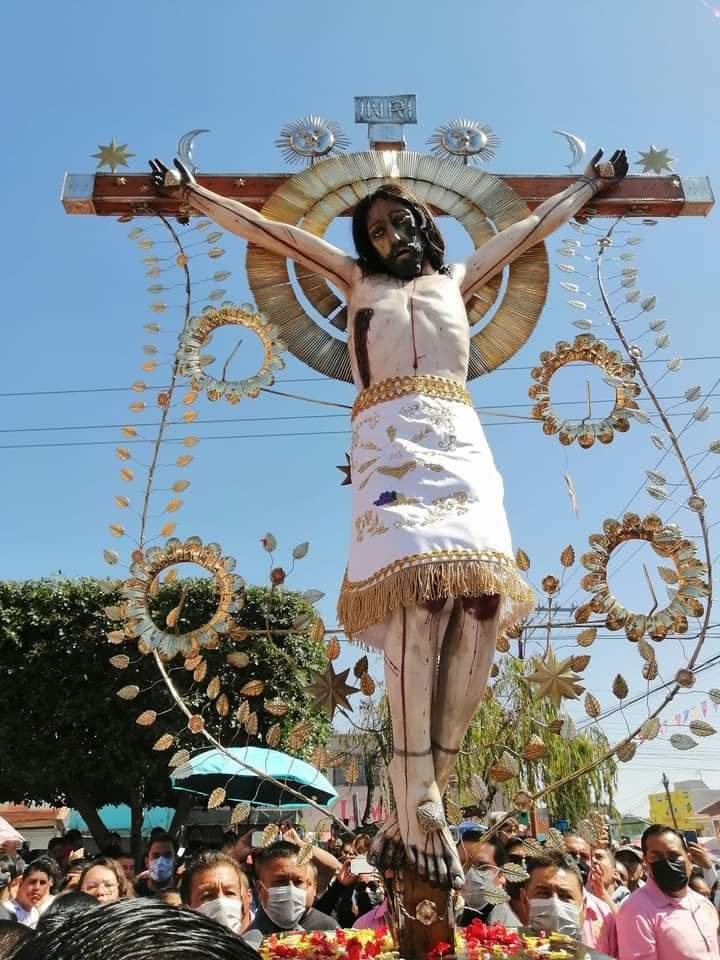
Imagen del Señor de Burgos o también llamado como el Señor del Saucito.

Los habitantes quedaron impactados al oír la decisión que tomo la Arquidiócesis de San Luis Potosí y se llenaron de tristeza, después de algunos conflictos se devolvió la imagen pero con dos condiciones, la primera era que un artesano con mayor experiencia le hiciera y retoque a la imagen, y la segunda era que se le construyera un lugar para su veneración, entonces se le construyó una pequeña ermita, al cumplirse estos pasos fue bendecida la imagen con el nombre de Señor de Burgos, con el paso del tiempo se le tuvo que construir una iglesia mucho más grande, su construcción comenzó en el año de 1880 y terminó en 1955, esta iglesia es la que actualmente esta en función con la imagen.
Entonces gracias al culto que se le tenía a la imagen Las Encinillas fue un lugar más reconocido y más habitado, se cambió el nombre a El Saucito y comenzaron proyectos como construcciones, comercio, etcétera.
El 16 de septiembre de 1889 se inauguró el Cementerio o Panteón Municipal del Saucito por el general Carlos Diez Gutiérrez con el propósito de modernizar San Luis Potosí, aun que abrió sus puertas al público el 12 de octubre de 1889, entonces durante ese año hubo muchas exhumaciones e inhumaciones ya que todos los cementerios de la ciudad cerrarían sus puertas al público y serían demolidos, excepto el de El Saucito.
El 18 de febrero de 2024
```
el alcalde 
Enrique Francisco Galindo Ceballos
 declaró a El Saucito uno y los ocho barrios originarios de 
San Luis Potosí
 por solicitaciones de los habitantes y cuestiones 
culturales
, 
tradicionales
, 
sociales
 y 
gastronómicas
.
[
6
]
[
7
]
[
8
]
```

## Lugares atractivos

### Parroquia Santuario del Señor de Burgos

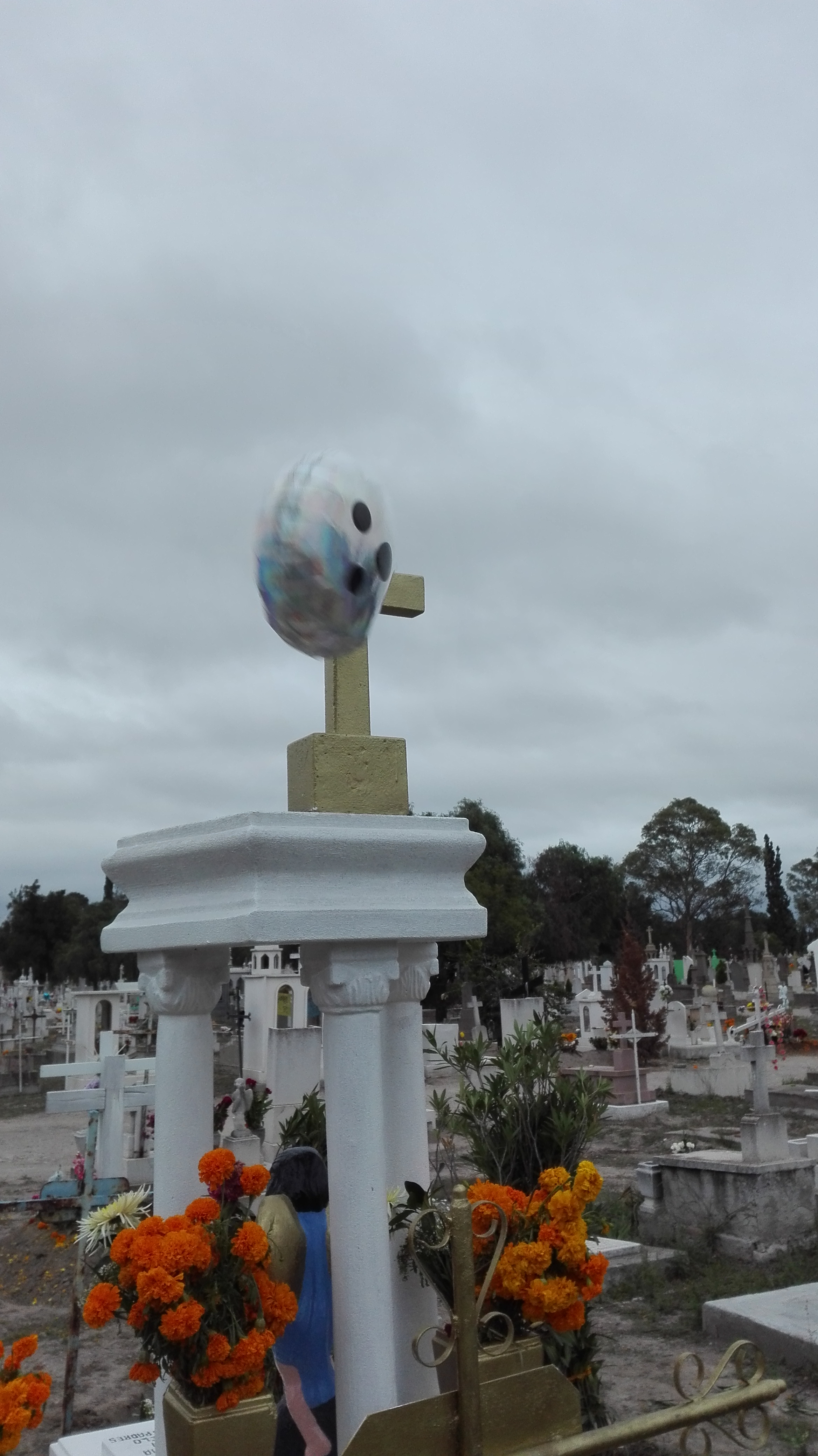
Tumba del Cementerio Municipal del Saucito durante el Dia de Muertos adornado con cempasúchil.

La Parroquia o Santuario del Señor de Burgos es uno de los centros religiosos más visitados en San Luis Potosí donde se alberga la imagen del Señor de Burgos o también conocido como Señor del Saucito y es icono muy importante del Saucito donde todas las festividades y celebraciones del Saucito son organizadas por parte de esta iglesia.
También este lugar es considerado monumento histórico por el Instituto Nacional de Antropología e Historia (INAH) y forma parte del Patrimonio de la Humanidad de la ciudad de San Luis Potosí.

### Cementerio Municipal del Saucito
El Cementerio o Panteón Municipal del Saucito es el cementerio más famoso de la ciudad de San Luis Potosí donde hay muchas leyendas o supuestos sucesos paranormales, también hay una gran diversidad de arte funerario y donde muchas personas son sepultadas ahí, donde la mayoría de las tumbas son de cantera o mármol, también es un icono importante de El Saucito y de San Luis Potosí.
Este lugar también es considerado monumento histórico por el Instituto Nacional de Antropología e Historia (INAH).